# الصردحة (العدين)

تعديل مصدري - تعديل

الصردحة محلة تابعة لقرية الجحيفه العالي، التابعة لعزلة بني عبد الله بمديرية العدين إحدى مديريات محافظة إب في الجمهورية اليمنية، بلغ تعداد سكانها 59 حسب تعداد اليمن لعام 2004.